# Eudoxia av Bulgarien

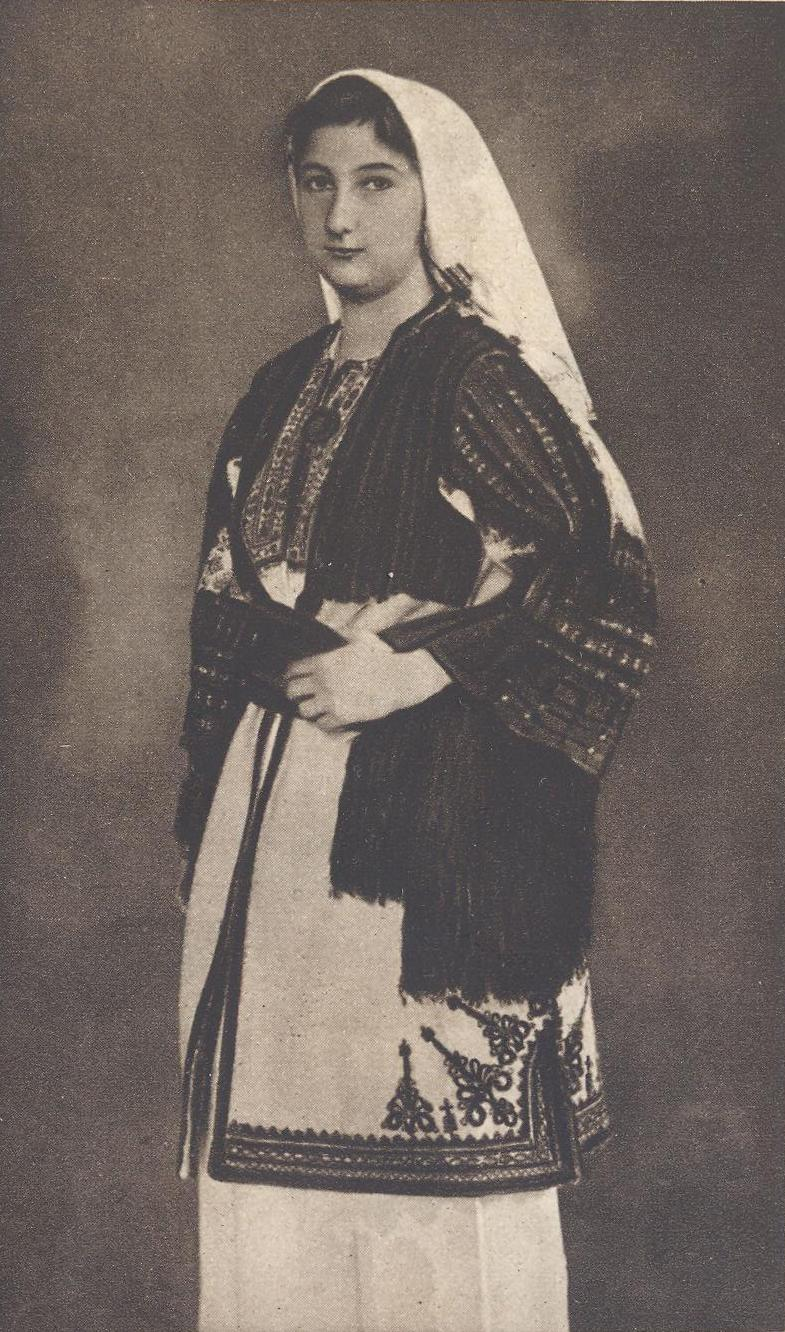
Eudoxia av Bulgarien

Eudoxia av Bulgarien (Eudoxia Augusta Philippine Clementine Maria), född i Sofia 5 januari 1898, död i Württemberg 4 oktober 1985, var en bulgarisk prinsessa, dotter till tsar Ferdinand av Bulgarien och Marie Louise av Bourbon-Parma. Hon var en förtrogen till sin bror Boris III av Bulgarien och spelade den representativa rollen som Bulgariens första dam mellan 1922 och 1930.   

## Biografi
När hennes far Ferdinand I abdikerade 1918 och reste till Tyskland placerades Eudoxia och hennes syster Nadezda på ett internat i Coburg. Tack vare Alexander Stamboliiskij, som bedömde att deras bror, Boris III, var för ensam, kunde de 1922 återvända till Bulgarien. Hon var förälskad i två av tsarens adjutanter, Ivan Bagrianov och Parvan Draganov, men fadern vägrade att ge tillstånd till giftermål eftersom dessa inte var kungliga, och hon förblev ogift. 
Eudoxia hade en nära relation till brodern Boris och fungerade som hans rådgivare. Vid sin återkomst till Bulgarien var hon kungafamiljens äldsta kvinnliga medlem, eftersom både hennes mor och styvmor var döda och brodern var ogift, och deltog därför mycket i representation fram till broderns giftermål med Giovanna av Italien 1930. Hon var intresserad av konst och designade bland annat flaggor åt divisioner och regementen i den bulgariska kungliga armén. 
När Bulgarien ockuperades av Sovjetunionen 1944 blev Eudoxia arresterad och utsattes för månader av förhör som inbegrep tortyr, vilket nedsatte hennes hälsa. Hon blev dock inte avrättad, utan tilläts att följa med sin svägerska och brorson Simeon II av Bulgarien då de utvisades ur landet 1946. Strax före sin avresa donerade hon ett stort antal kostymer, broderier och smycken till Etnografiska museet. 